# Rasoir (philosophie)
En philosophie, un rasoir est un principe ou une règle générale qui permet d'éliminer (de « raser ») des explications improbables d'un phénomène.
Les rasoirs incluent :
- Rasoir d'Ockham (ou rasoir d'Occam) : Lorsque vous êtes face à plusieurs hypothèses concurrentes, sélectionnez la plus simple. « Les multiples ne doivent pas être utilisés sans nécessité. »
- Rasoir de Grice : En tant que principe de parcimonie, les implications conversationnelles sont à privilégier par apport au contexte sémantique des explications linguistiques[2].
- Rasoir d'Hanlon : Ne jamais attribuer à la malveillance ce que la bêtise suffit à expliquer[3].
- Guillotine de Hume : « Si la cause, attribuée à un effet quelconque, n'est pas suffisante pour le produire, nous devons soit rejeter cette cause, soit lui ajouter des qualités telles que celle-ci devienne proportionnelle à l'effet[4],[5],[6]. »
- Rasoir d'Hitchens : « Ce qui peut être affirmé sans preuve peut être rejeté sans preuve. »
- Rasoir d'Alder : Si quelque chose ne peut être établi par l'expérience ou l'observation, alors cette chose ne mérite pas de débat.
- Principe de réfutabilité de Popper : Pour qu'une théorie soit considérée comme scientifique, elle doit être réfutable.